# کوره سو تپه
کوره سو تپه مربوط به دوران‌های تاریخی پس از اسلام است و در گمیشان، ۵ کیلومتری شرق شهر واقع شده و این اثر در تاریخ ۱۰ خرداد ۱۳۸۲ با شمارهٔ ثبت ۸۸۶۵ به‌عنوان یکی از آثار ملی ایران به ثبت رسیده است.